# 漏斗杜鹃
漏斗杜鹃（学名：Rhododendron dasycladoides）为杜鹃花科杜鹃花属下的一个种。

## 扩展阅读
- 維基物種上的相關：漏斗杜鹃